# Barkenholm
Barkenholm település Németországban, Schleswig-Holstein tartományban. Lakosainak száma 168 fő (2023. december 31.).

## Népesség
A település népességének változása:
| Lakosok száma | 211  | 177  | 160  | 166  | 164  | 177  | 168  |
|               | 1975 | 2014 | 2017 | 2019 | 2021 | 2022 | 2023 |